# Can Sanahuja (Viladecavalls)
Can Sanahuja és una masia del municipi de Viladecavalls (Vallès Occidental) protegida com a bé cultural d'interès local.
Els segles xviii i xix la heretat és coneguda com a Heretat Marcet després del matrimoni de na Maria Sanahuja amb en Domingo Marcet del Mas i Palet l'any 1757.
En aquests temps la masia se situava al terme municipal d'Ullastrell.
Compta amb una capella construïda el 1806 en honor de Sant Salvador.
A més la masia és fortificada.

## Descripció
És una masia de grans dimensions amb planta basilical. En un lateral hi ha un cos afegit amb galeries i una torre. Hi ha decoració en totxo vist i ceràmica vidriada. Al voltant de la casa hi ha l'antiga era tancada per un mur. En aquest mur es troba un gran portal que pertany al desaparegut palau del Vescomte de Santa Coloma, del carrer Ample de Barcelona: és una porta d'arc de mig punt amb grans dovelles i a la clau hi ha pintada una magrana. La porta està flanquejada per dues fileres de carreus verticals encoixinats i el conjunt està coronat per un porxo amb teulada a dues vessants.